# Schéma de cohérence territoriale
Pour les articles homonymes, voir Scot et SCT.

Périmètre de deux SCoT dans le département du Loiret, en 2011.

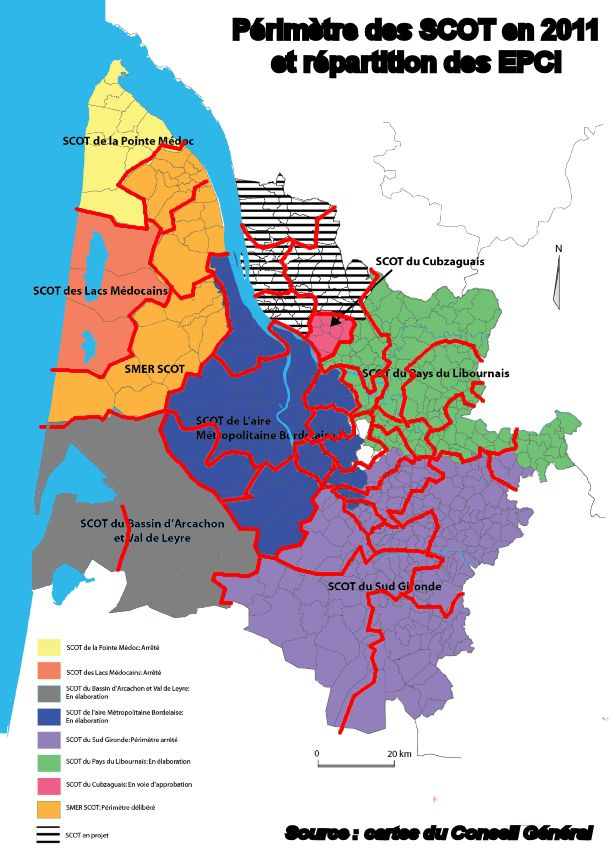
Périmètre des SCoT dans le département de la Gironde, en 2011.

Le Schéma de cohérence territoriale (abrégé SCOT ou SCoT) est un document d'urbanisme français qui détermine, à l'échelle de plusieurs communes ou groupements de communes, un projet de territoire visant à mettre en cohérence l'ensemble des politiques sectorielles, notamment en matière d'habitat, de mobilité, d'aménagement commercial, d'environnement et de paysage. Le Code de l'urbanisme fixe le régime des SCOT aux articles L. 141-1 et R. 141-1 et suivants.

## Histoire

### Schéma directeur d'aménagement et d'urbanisme (SDAU)
Institué par la Loi d'orientation foncière no 67-1253 du 30 décembre 1967 (LOF), le schéma directeur d'aménagement et d'urbanisme (SDAU) était un document d'urbanisme français.
Il fixait les orientations stratégiques du territoire concerné et déterminait, à long terme, la destination générale des sols. Il permettait de coordonner les programmes locaux d'urbanisation avec la politique d'aménagement du territoire. Il était élaboré par un EPCI compétent, syndicat mixte ou groupement de collectivités territoriales, ou la région compétente dans le périmètre défini. Il était composé d'un rapport et de documents graphiques, généralement au 1/50000 et peut être complété en certaines parties de son territoire par un ou plusieurs schémas de secteur plus précis, au 1/20000. Il doit tenir compte des risques naturels et technologiques. Il était mis à la disposition du public pendant un mois au siège de l’EPCI et des mairies concernées par le projet du SD, lorsqu’il est arrêté, puis, de manière permanente, après son approbation.
Il n'impose qu'une simple obligation de compatibilité et non de stricte conformité aux règlements (POS, PAZ, Règlements de lotissements) et décisions qui lui sont subordonnés. Il doit prendre en considération les programmes de l’État, des collectivités locales, des établissements publics et les services publics. Le schéma directeur était directement opposable aux tiers ou par les tiers, pour celles de ses dispositions qui étaient suffisamment précises pour ne prêter à aucune ambiguïté  (règle applicable d'ailleurs à tous les autres actes juridiques: lois réglements et contrats). Par contre, celles de ses options qui étaient trop générales pour être applicables directement, elle ne pouvaient être appliqués qu'indirectement par l'intermédiaire de ses documents d'application, POS, PAZ ou règlement de lotissements lorsque ceux-ci existaient.

### Schéma directeur (SD)
Les Schémas directeurs d'aménagement et d'urbanisme ont été remplacés par les Schémas directeurs par la loi du 7 janvier 1983 (décentralisation du droit de l'urbanisme). Les SDAU et les schémas de secteur approuvés antérieurement au 9 janvier 1983 ont été validés comme SD si des collectivités publiques ont participé à leur élaboration en plus de ceux normalement fondés à y participer. Avec les schémas de secteur, il constitue les schémas d’urbanisme. Les schémas de secteur détaillent et précisent le contenu de certaines parties du schéma directeur pour son exécution.
Il fixe les orientations stratégiques du territoire concerné et détermine, à long terme, la destination générale des sols. Il permet de coordonner les programmes locaux d'urbanisation avec la politique d'aménagement du territoire. Les SD s'appuient sur le diagnostic et le partenariat entre villes pour la mise en œuvre du projet stratégique à l’échelle de l'agglomération.
Il doit prendre en considération les programmes de l'État, des collectivités locales ainsi que des établissements et services publics. Il doit tenir compte des risques naturels et technologiques. Le paysage urbain comme identité de l'agglomération doit être pris en considération. Ils doivent prendre en compte les plans sectoriels de type PLH et PDU.
Il est élaboré par un EPCI compétent, syndicat mixte ou groupement de collectivités territoriales, ou la région compétente dans le périmètre défini.
Il est mis à la disposition du public pendant un mois au siège de l’EPCI et des mairies concernées par le projet du SD, lorsqu’il est arrêté. Il est mis à la disposition du public au siège de l’EPCI, des mairies concernées par le SD et de la préfecture du ou des départements concernés, lorsqu’il est approuvé. Il est affiché au siège de l’EPCI et des mairies concernées (SD approuvé).

### SCOT
Ces divers documents d'urbanisme sont remplacés par les Schémas de cohérence territoriale instaurés par la loi SRU du 13 décembre 2000. Seule l'Île-de-France conserve un schéma directeur, qui couvre obligatoirement l'ensemble du territoire régional, le SDRIF. Celui-ci peut être décliné plus localement par des SCOT.

## Objectif
Document d’aménagement s’étendant sur les moyens et longs termes, héritier des schémas directeurs d'aménagement et d'urbanisme (SDAU), le SCOT vise la même organisation et la même mise en valeur du patrimoine naturel et du bâti, en mettant l’accent sur les éléments qui vont donner une cohérence au groupement ainsi constitué, notamment à partir d'une analyse du territoire sous toutes ses composantes.
La loi portant engagement national pour l'environnement, dite Grenelle II du 12 juillet 2010 renforce les objectifs des SCOT, ainsi que des plans locaux d'urbanisme (PLU) et cartes communales : ces plans, cartes et schémas doivent ainsi contribuer à réduire la consommation d'espace (lutter contre la périurbanisation), préserver les espaces affectés aux activités agricoles ou forestières, équilibrer la répartition territoriale des commerces et services, améliorer les performances énergétiques, diminuer (et non plus seulement « maîtriser ») les obligations de déplacement, réduire les émissions de gaz à effet de serre, et renforcer la préservation de la biodiversité et des écosystèmes (notamment via la préservation et la remise en bon état des continuités écologiques).
Élaboré par un ou plusieurs établissements publics de coopération intercommunale (EPCI) à fiscalité propre (communautés de communes, communautés d'agglomération, communautés urbaines, syndicats d’aménagement de ville nouvelle) et mis en œuvre par un syndicat mixte de pays, il doit couvrir un territoire continu et sans enclaves en vue d'une coopération renforcée des collectivités territoriales sur ce territoire pour leur développement durable.
Le schéma de cohérence territoriale respecte les principes énoncés aux articles L. 101-1 à L. 101-3 du Code de l'urbanisme :
- le principe d'équilibre ;
- le principe de renouvellement urbain ;
- le principe de gestion économe des sols ;
- le principe de mixité sociale ;
- le principe de préservation de l'environnement.

### Intégration de l'environnement, du climat et de la biodiversité
Le SCOT, depuis les lois Grenelle, est l'une des échelles intermédiaires de déclinaison territoriale (et de mise en cohérence) des enjeux "Climat, air, énergie" dans les SCoT ; en particulier de :
- la Trame verte et bleue. Les collectivités pour cela peuvent s'appuyer sur les documents stratégiques européens (réseau écologique paneuropéen), nationaux (stratégie française pour la biodiversité et la trame verte et bleue nationale), régionaux (SRCE) et parfois locaux (inventaires communaux de la biodiversité là où ils existent), ainsi que sur des guides spécifiques (par exemple, dans le nord de la France, l'observatoire de la biodiversité du Nord-Pas-de-Calais a publié fin 2014 un « État des lieux de la biodiversité dans les territoires des Schémas de cohérence territoriale »[8] librement consultable et utilisable par les habitants et collectivités pour mieux repérer les enjeux locaux de biodiversité ; en Région Midi-Pyrénées, un « guide de prise en compte de la trame verte et bleue dans les SCOTs » a la même fonction[9].
- le Plan national d'adaptation au changement climatique, en s'appuyant sur des prospectives locales[10], sur les SRADDET (en cours d'élaboration en 2018-2019) et les PCAET par exemple pour « Interdire les projets des constructions dans des zones exposées, notamment sur les zones basses littorales »[11]. Les SCOT et PLUi disposent d'outils destinés à les aider à intégrer les sujets de la qualité de l'air[12], l'énergie[13], le climat dans l'urbanisme ("Clim'urba")[14], les émissions de gaz à effet de serre (GES PLU)[15],[16],[17].
- L'intégration de la trajectoire du Plan national d'adaptation au changement climatique 3 (PNACC-3), prévoyant un réchauffement moyen de +4°C en France d'ici 2100, constitue un nouvel enjeu, pour les SCOT (ainsi que les PCAET et d'autres documents de types plans et programmes). L'intégration de cette nouvelle « Trajectoire de référence de l'adaptation au changement climatique » (TRACC) doit permettre de mieux anticiper les impacts du réchauffement climatique et de produire des stratégies d'adaptation plus à la hauteur des scenarii prospectifs les plus probables, notamment en matière d'urbanisme, de gestion des ressources naturelles et de préservation des infrastructures essentielles[18].

## Vie du document

### Élaboration

#### Étape préalable: la détermination du périmètre
La détermination du périmètre du SCOT est une étape indispensable et préalable à la procédure d'élaboration. En tant que documents intercommunaux, les SCOT peuvent être mis en place par les communes et les groupements compétents (EPCI ou syndicat mixte). Cependant, la loi Grenelle II accroît considérablement le rôle des préfets qui, malgré la réticence des communes et des EPCI, se voient reconnaître une initiative pour déterminer le périmètre d'un SCOT.

##### Les critères nécessaires à la détermination du périmètre
Les conditions de fond concernant le périmètre sont prévues aux articles L. 143-2 du Code de l'urbanisme et L. 143-3 du même code.
L'article L. 143-2 prévoit notamment que, « le périmètre du SCOT délimite un territoire d'un seul tenant et sans enclave. Lorsque ce périmètre concerne des EPCI compétents en matière de SCOT, il recouvre la totalité du périmètre de ces établissements ». Le territoire d'une commune ou d'un EPCI ne peut être couvert que par un seul schéma de cohérence territorial et ne peut pas être couvert que partiellement.
Le SCOT couvre nécessairement plusieurs communes ou groupements de communes.
L'article L. 143-3 du code de l'urbanisme impose à l'établissement public compétent de prendre en compte plusieurs éléments. Déterminent notamment le choix du périmètre du SCOT : les groupements de communes, les agglomérations nouvelles, les pays, les parcs naturels, les plans de déplacement urbains, les schémas de développement commercial, les programmes locaux de l’habitat, les chartes intercommunales de développement et d’aménagement. Le SCOT doit tenir compte de certains périmètres existants. Sont notamment pris en considération les déplacements urbains (domicile – lieu de travail, domicile – zone de chalandise des commerces, etc.) et les déplacements vers les équipements culturels, sportifs, sociaux et de loisirs..

##### Délimitation à l'initiative des communes/EPCI
Le projet de périmètre est déterminé par les communes ou les groupements compétents selon les critères des articles L. 143-2 et 3.
Les communes membres de l'EPCI vont voter et déterminer le périmètre à la majorité : 
- soit des deux tiers au moins des communes intéressées représentant plus de la moitié de la population totale de celles-ci ;
- soit de la moitié au moins des communes intéressées représentant les deux tiers de la population totale[22].

Le projet voté est ensuite communiqué au préfet, qui le publie par arrêté, après avoir recueilli l'avis du ou des conseils généraux concernés. Toutefois, le préfet peut dans les conditions exposées ci-après prendre le rôle des EP compétents pour la détermination du périmètre.

##### Délimitation à l'initiative du préfet
Dans le cadre de l'article L. 143-7 du Code de l'urbanisme la délimitation du périmètre peut se faire à l’initiative du préfet. Cette procédure peut être lancée dans deux cas :
- par le préfet lui-même, lorsqu'il estime notamment que l'absence de SCOT nuit gravement à la cohérence des politiques publiques ou que le périmètre retenu ne permet pas l'effectivité du SCOT ;
- par l'EPCI ou le syndicat mixte compétent, lorsqu'il en fait la demande au préfet. L'EP compétent communique une liste des communes/EPCI qu'il souhaite intégrer au périmètre du SCOT. .

Quand L. 143-7 est mis en œuvre, le préfet demande à l'EP compétent de déterminer ou délibérer sur l’extension d'un périmètre de SCOT. Si, dans les six mois suivant la notification de cette demande l'établissement public compétent n'a pas proposé de projet permettant d'atteindre les objectifs de l'article L. 143-6, le préfet arrête le périmètre du SCOT. À compter de l'arrêté définissant le périmètre du SCOT, l'EP compétent dispose d'un délai de trois mois pour se prononcer. À défaut de délibération dans ce délai, celle-ci est réputée favorable. À l'issue du délai de trois mois, le périmètre peut être délimité ou étendu par le préfet, avec l'accord des EPCI compétents et des communes concernés. Cet accord est exprimé dans les conditions de majorité définies à l'article L. 143-4 (cf. délimitation à l'initiative des communes).

#### La procédure d'élaboration
L'élaboration du SCOT fait l'objet d'une large concertation. L'État, le département, la région et le public sont associés à son élaboration. Son approbation est soumise à une enquête publique qui a pour but d’informer la population et de recueillir son opinion, ainsi qu'à l'avis d’un commissaire enquêteur indépendant
Les SCOT sont élaborés non par les communes directement, mais par un EPCI qui les regroupe, ou par un syndicat mixte. Il existe un lien important entre l'établissement public et le schéma, la dissolution de la structure (l'établissement public) emporte abrogation du schéma, sauf si un autre établissement public se substitue au premier et assure le suivi du SCOT.
Les étapes de son élaboration sont les suivantes. À l’initiative de l’EPCI :

##### De la prescription de l'élaboration au projet de schéma arrêté[24]
L'EPCI prescrit par délibération l'élaboration du SCOT. Cette élaboration précise les objectifs poursuivis par le schéma ainsi que les modalités de concertation avec les personnes concernées conformément à l'article L. 103-1 du code de l'urbanisme.
Le directeur de l'EPCI conduit la procédure d'élaboration. Dans le cadre du porté à connaissance prévu à l'article L. 132-2 le préfet transmet au président le cadre législatif et réglementaire à respecter, les projets des collectivités et de l'Etat en cours ou existant. L'autorité compétente de l'Etat fourni également à l'EPCI toutes les études techniques dont elle dispose et nécessaire à l'élaboration du schéma.
Une fois suffisamment avancé dans l'élaboration, l'EPCI prend une délibération arrêtant le projet du schéma. Au moins 4 mois avant cette date l'organe délibérant de l'EPCI doit débattre sur les orientations du PADD.

##### Du projet arrêté à l'entrée en vigueur du schéma approuvé
Une fois arrêté par délibération de l'EPCI, le projet de SCOT est transmis :
- Aux personnes publiques associées ;
- Aux communes et groupements de communes membres de l'établissement public ;
- A leur demande, aux établissements publics de coopération intercommunale directement intéressés et aux communes limitrophes ;
- A la commission départementale de la préservation des espaces naturels, agricoles et forestiers (CDPENAF) lorsque le SCOT a pour conséquence une réduction des surfaces des espaces agricoles, naturels ou forestiers ;
- Au représentant des organismes à loyer modérés propriétaires ou gestionnaires de logements situés sur le territoire de l'établissement public de coopération intercommunale compétent ou la commune, si ces organismes en ont désigné un ;
- En cas de création d'unité touristique nouvelle (UTN) :
  - A la commission spécialisée du comité de massif, lorsqu'une des UTN répond aux critères posé par le 1° de l'article L. 122-19 du code de l'urbanisme[31]
  - A la commission départementale de la nature, des paysages et des sites lorsque les unités touristiques nouvelles prévues répondent aux conditions prévues par le 2° du même article[29]

Si une commune ou un EPCI estime que ses intérêts sont lésés par le projet de schéma, elle peut au plus tard 3 mois après la transmission du projet saisir le préfet pour demander des modifications du schéma, le préfet donne son avis motivé sur les modifications à apporter après consultation de la commission de conciliation.
Après l'avis des personnes mentionnées plus haut, le projet de SCOT est soumis à enquête publique, procédure conduite par le président de l'EPCI. Les différents avis des personnes mentionnées plus haut sont annexés au projet pour permettre aux participants à l'enquête publique d'avoir un avis éclairé de la situation. À l'issue de l'enquête publique le schéma peut être modifié pour tenir compte des avis joints au dossier. Une fois approuvé par délibération de l'EPCI, le schéma est transmis au préfet.
La délibération approuvant le schéma entre en vigueur 2 mois après sa publication et sa transmission au préfet. Dans ce délai de 2 mois le préfet peut notifier par lettre motivée à l'EPCI les modifications à apporter s'il estime que les dispositions du SCOT:
- " Ne sont pas compatibles avec les directives territoriales d'aménagement maintenues en vigueur [...] et en l'absence de celles-ci, avec les dispositions particulières aux zones de montagne et au littoral mentionnées à l'article L. 131-1 ;

- Compromettent gravement les principes énoncés à l'article L. 101-2, sont contraires à un projet d'intérêt général, autorisent une consommation excessive de l'espace, notamment en ne prévoyant pas la densification des secteurs desservis par les transports ou les équipements collectifs, ou ne prennent pas suffisamment en compte les enjeux relatifs à la préservation ou à la remise en bon état des continuités écologiques."[33]

La commune ou l'EPCI qui estime que ses intérêts sont lésés peut dans un délai de 2 mois suivant la notification de la délibération approuvant le schéma décider de se retirer. Cette procédure a pour effet de faire sortir la commune ou l'EPCI de l'établissement porteur du SCOT.

### Instauration d’un régime transitoire
Un régime transitoire est instauré pour permettre une mise à jour progressive des SCOT au regard des autres normes d’urbanisme et inversement.
Les dispositions de la loi Grenelle II sont entrées en vigueur au 13 janvier 2011. Des dispositions transitoires ont été ajoutées postérieurement à la loi Grenelle II, par la loi no 2011-12 du 5 janvier 2011. Le régime transitoire des SCOT est précisé à l’article 20 de cette loi.
Ainsi, les SCOT en cours d’élaboration ou de révision approuvés avant le 1er juillet 2013 dont le projet de schéma a été arrêté par l’organe délibérant de l’établissement public de coopération intercommunale avant le 1er juillet 2012 peuvent opter pour l’application des dispositions antérieures.
Les SCOT approuvés auparavant demeurent applicables et intègrent les réformes de Grenelle II lors de leur prochaine révision et au plus tard le 1er janvier 2017.
En revanche, « lorsqu’un SCOT approuvé avant l’entrée en vigueur du présent article est annulé pour vice de forme ou de procédure », il peut être approuvé à nouveau « dans le délai de deux ans à compter de la décision juridictionnelle d’annulation, après enquête publique et dans le respect des dispositions antérieures. »

### Révision et modification
L'ordonnance n° 2012-11 du 5 janvier 2012, publiée au Journal Officiel du 6 janvier 2012, est prise en application de l'article 25 de la loi du 12 juillet 2010 portant engagement national pour l'environnement (dite loi Grenelle II). Elle modifie de façon significative les procédures d'élaboration et d'évolution des PLU, des cartes communales et des SCOT. Un régime transitoire est prévu par l'ordonnance.
Désormais, la gestion des SCOT est confiée à l'établissement public chargé de son élaboration. L'État n'a plus le pouvoir de modifier les SCOT, comme il pouvait modifier les schémas directeurs. Cependant, il conserve la faculté de mettre en compatibilité le SCOT avec une opération d'utilité publique ou d’intérêt général (article L. 122-15 C. urb.).
Concernant le suivi des SCOT, la loi Grenelle II traduit tout d'abord une volonté d'harmoniser progressivement l'ancien système (les schémas directeurs) avec le nouveau (les SCOT). En effet, sous peine de caducité, les schémas directeurs approuvés avant l'entrée en vigueur de la loi SRU devront être révisés dans un délai de dix ans. Ensuite, la loi Grenelle II crée un nouveau délai (six ans au lieu de dix) d'évaluation périodique des SCOT.

#### Révision
Le champ d'application de la révision est clarifié par l'ordonnance : le nouvel article L. 122-14 du Code de l'urbanisme distingue trois hypothèses pour lesquelles une révision doit avoir lieu. Une révision du SCOT est nécessaire en cas de changements relatifs aux orientations définies par le PADD, aux dispositions du DOO relatives à la protection des espaces fragiles et aux dispositions du DOO relatives à la politique locale de l'habitat, si cette dernière réduit l'objectif de nouveaux logements. Cette première procédure concerne des modifications importantes du SCOT. La procédure de révision est identique à celle de l'élaboration du SCOT, excepté le périmètre, pour lequel une nouvelle délibération n'est pas nécessaire. La procédure de révision est ainsi mise en œuvre par l'organe délibérant de l'établissement public chargé de l'élaboration du SCOT.

#### Modification
Cette procédure est prévue à l'article L. 122-14-2 du Code de l'urbanisme et concerne les modifications de moindre importance, c'est la modification de droit commun. Cette procédure est utilisée pour modifier les dispositions générales du DOO, et plus généralement dans tous les cas où la révision n'est pas exigée. Sur le plan procédural, la modification exige une enquête publique, suivie d'une délibération de l'organe délibérant de l'établissement public chargé du SCOT.
Enfin, l'innovation majeure de l'ordonnance du 5 janvier 2012 concerne l'introduction d'une procédure de « modification simplifiée ». Cette nouvelle procédure ne s'applique qu'aux hypothèses non concernées par la révision et par la modification de droit commun. Elle est prévue à l'article L. 122-14-3 du Code de l'urbanisme, et se manifeste à défaut de pouvoir mettre en place une procédure de révision ou de modification de droit commun, mais également pour les cas de rectification d'erreur matérielle.[pas clair]Aucune enquête publique n'est requise, une simple mise à disposition du projet au public pendant un mois étant suffisante.

## Contenu
Le SCOT comprend au minimum trois documents (chacun de ces éléments pouvant comprendre un ou plusieurs documents graphiques) :
1. Le « projet d'aménagement stratégique », dont l'objet est de favoriser « un équilibre et une complémentarité des polarités urbaines et rurales, une gestion économe de l’espace limitant l’artificialisation des sols, les transitions écologique, énergétique et climatique, une offre d’habitat, de services et de mobilités adaptés aux nouveaux modes de vie, une agriculture contribuant notamment à la satisfaction des besoins alimentaires locaux » ainsi que « la qualité des espaces urbains comme naturels et des paysages » (qui a remplacé le projet d'aménagement et de développement durable en 2021 à la suite de l'ordonnance d'application de la loi ELAN) ;
2. le « document d’orientation et d'objectifs » (DOO) est la mise en œuvre du PADD. Dans le respect des orientations définies par le PADD, le DOO détermine les orientations générales de l'organisation de l'espace et les grands équilibres entre les espaces urbains et à urbaniser et les espaces ruraux, naturels, agricoles et forestiers. Il définit les conditions d'un développement urbain maîtrisé et les principes de restructuration des espaces urbanisés, de revitalisation des centres urbains et ruraux, de mise en valeur des entrées de ville, de valorisation des paysages et de prévention des risques. La Loi Grenelle II a renforcé le rôle et le contenu de ce DOO par la création de l'article L. 122-1-5 du Code de l'urbanisme[38].
3. les annexes,

- dont le « rapport de présentation » qui explique les choix retenus pour établir le projet d'aménagement et de développement durables et le document d'orientation et d'objectifs en s'appuyant sur un diagnostic établi au regard des prévisions économiques et démographiques, notamment au regard du vieillissement de la population et des besoins répertoriés en matière de développement économique, d'aménagement de l'espace, d'environnement, notamment en matière de biodiversité, d'agriculture, de préservation du potentiel agronomique, d'équilibre social de l'habitat, de transports, d'équipements et de services. Il identifie les espaces dans lesquels les plans locaux d'urbanisme doivent analyser les capacités de densification et de mutation. Il présente une analyse de la consommation d'espaces naturels, agricoles et forestiers au cours des dix années précédant l'approbation du schéma et justifie les objectifs chiffrés de limitation de cette consommation compris dans le document d'orientation et d'objectifs. Il décrit l'articulation du schéma avec les documents mentionnés aux articles L. 131-1 et L. 131-2, avec lesquels il doit être compatible ou qu'il doit prendre en compte ;
- les annexes peuvent également comprendre un programme d'action, défini à l'article L141-19 du code de l'urbanisme.

## Compatibilité avec les autres documents d'urbanismes

### Les documents qui doivent être compatibles avec le SCOT
Le SCOT est opposable, au travers d'une relation de compatibilité, aux plans locaux d'urbanisme (PLU, autrefois le POS ou plan d'occupation des sols) et aux cartes communales, aux plans de sauvegarde et de mise en valeur, aux programmes locaux de l'habitat (PLH), aux plans de déplacements urbains (PDU), à la délimitation des périmètres d'intervention prévus à l'article L. 113-16 du Code de l'urbanisme, aux opérations foncières et d'aménagement, aux autorisations d'exploitation commerciale, aux autorisations d'aménagement cinématographique et aux autorisations d'urbanisme commerciale.
Enfin, le SCOT doit faire l'objet d'une révision lorsque l'établissement public qui en a la charge envisage des changements portant sur : les orientations définies par le projet d'aménagement et de développement durables, les dispositions du document d'orientation et d'objectifs et les dispositions du document d'orientation et d'objectifs relatives à la politique de l'habitat ayant pour effet de diminuer l'objectif global concernant l'offre de nouveaux logements.

### Les textes qui s'imposent au SCOT
Le SCOT doit respecter les principes essentiels des documents dits de rang supérieur. Ainsi, il doit être compatible :
- avec les dispositions particulières au littoral et les zones de montagne ;
- à l’occasion de son élaboration ou de sa révision, avec les lois et les projets d'intérêt général (PIG) définis au titre de l’État ainsi qu’à toutes les prescriptions données par l’État ou les collectivités territoriales ;
- avec les directives territoriales d'aménagement (DTA) ;
- avec les schémas d'aménagement régionaux (Schémas régionaux d'aménagement, de développement durable et d'égalité des territoires (orientations des SRADDET), équivalents des DTA dans les départements d’outre-mer) ;
- avec les schémas directeurs d'aménagement et de gestion des eaux (SDAGE) et aux schémas d'aménagement et de gestion des eaux (SAGE) ;
- avec les directives de protection et de mise en valeur des paysages (DPA) ;
- avec les plans de gestion des risques d'inondation (PGRI) ;
- avec les chartes des Parcs nationaux (objectifs et réglementation de la zone de cœur et orientations de développement durable de l'aire d'adhésion) ;
- avec les chartes des parcs naturels régionaux ;
- avec les dispositions particulières aux zones de bruit des aérodromes.

La mise en conformité des SCOT (et PLU) par rapport à la loi Grenelle II (à la suite d'une nouvelle disposition législative introduite en 2011 pour le domaine de l'urbanisme) rétablit la faculté de dépasser de 20 % les limites de gabarit et de densité d'occupation des sols dans des zones protégées, pour des constructions remplissant certains critères de performance énergétique ou comportant des équipements de production d'énergie renouvelable.
Un nouvel article 20 accroît la période transitoire dont bénéficient les communes et établissements publics de coopération intercommunale (EPCI) pour mettre en conformité leurs SCOT et PLU avec les règles du Grenelle II (demande faite par certains députés en séance publique le 20 décembre 2010) :
- les SCOT et PLU approuvés avant le 12 janvier 2011 auront jusqu'au 1er janvier 2016 pour intégrer les dispositions du Grenelle II ;
- les documents d’urbanisme en cours d'élaboration ou de révision, approuvés avant le 1er juillet 2013 et dont le projet de schéma ou de plan aura été arrêté avant le 1er juillet 2012 , pourront opter pour l'application des dispositions antérieures. Ils auront ensuite jusqu'au 1er janvier 2016 pour intégrer les dispositions du Grenelle II.

### Les documents que le SCOT prend en compte
Sont également pris en considération :
- les objectifs des schémas régionaux d'aménagement, de développement durable et d'égalité des territoires (SRADDET) ;
- les schémas régionaux de cohérence écologique (SRCE) ;
- les schémas régionaux de développement de l'aquaculture marine (SRDAM) ;
- les programmes d'équipement de l'Etat, des collectivités territoriales et des établissements et services publics
- les schémas régionaux des carrières (SRC) ;
- les schémas départementaux d'accès à la ressource forestière (SDARF).

La loi Grenelle II, en 2010, ajoute que si le périmètre d'un SCOT « recouvre en tout ou partie celui d'un pays ayant fait l'objet d'une publication par arrêté préfectoral, le projet d'aménagement et de développement durable (PADD) du schéma de cohérence territoriale prend en compte la charte de développement du pays ».

### Cas particuliers
Une procédure particulière permet de rendre le schéma compatible avec une opération faisant l’objet d'une déclaration d'utilité publique (DUP) :
- elle est fondée sur un examen conjoint entre l'État et l'EPCI responsable du SCOT ;
- est réalisée, afin d’assurer la mise en conformité du schéma, une consultation possible des associations d’usagers (une enquête publique ouverte par le préfet dans les formes prévues par les articles R. 11-4 et suivants du code de l'expropriation, concernant les opérations entrant dans le champ d’application de la loi du 12 juillet 1983).

Le préfet peut demander la modification du SCOT en cas d’incompatibilité avec les normes supérieures ou avec les principes énoncés aux articles L. 110 et L 121-1 du code de l'urbanisme.

### Compatibilité entre les SCOT
Dans des contextes climatique, environnemental et institutionnel (lois Grenelle, directive régionale d'aménagement, réforme des collectivités territoriales…) qui évoluent rapidement, chaque SCOT se doit d'être et rester cohérent avec les SCOT qui l'entourent, ce qui demande des outils et lieux de concertation.
Par exemple, dans le Nord-Pas-de-Calais, un Club des SCOT a été créé en 2009, qui anime des « rencontres techniques régionales » où (comme cela se fait aussi en région Rhône-Alpes) les acteurs peuvent débattre sur des questions telles que l'étalement urbain, la mesure de la consommation foncière, la Loi Littoral, l’analyse de compatibilité des PLU, la densité dans les SCOT, des indicateurs d'évaluation environnementale, la restauration et la protection des écosystèmes et corridors écologiques, l'intégration et la compatibilité des SCOT avec les chartes des parcs naturels régionaux, etc.

## Généralisation des SCOT
La Loi grenelle II a modifié l'article L. 122-2 du Code de l'Urbanisme afin d'inciter progressivement à la généralisation des SCOT.
Ainsi, dans les conditions précisées au présent article, dans les communes qui ne sont pas couvertes par un schéma de cohérence territoriale applicable, le plan local d'urbanisme ne peut être modifié ou révisé en vue d'ouvrir à l'urbanisation une zone à urbaniser délimitée après le 1er juillet 2002 ou une zone naturelle.
Jusqu'au 31 décembre 2012, le premier alinéa s'applique dans les communes situées à moins de quinze kilomètres du rivage de la mer ou à moins de quinze kilomètres de la périphérie d'une agglomération de plus de 50 000 habitants au sens du recensement général de la population. À compter du 1er janvier 2013 et jusqu'au 31 décembre 2016, il s'applique dans les communes situées à moins de quinze kilomètres du rivage de la mer ou à moins de quinze kilomètres de la périphérie d'une agglomération de plus de 15 000 habitants au sens du recensement général de la population. À compter du 1er janvier 2017, il s'applique dans toutes les communes.
Dans les communes où s'applique le premier alinéa et à l'intérieur des zones à urbaniser ouvertes à l'urbanisation après l'entrée en vigueur de la loi no 2003-590 du 2 juillet 2003 urbanisme et habitat, il ne peut être délivré d'autorisation d'exploitation commerciale en application de l'article L. 752-1 du code de commerce ou l'autorisation prévue aux articles L. 212-7 et L. 212-8 du code du cinéma et de l'image animée.
Plusieurs dérogations et réformes restreignent toutefois la portée de cette règle. Il peut être dérogé aux dispositions citées soit avec l'accord du préfet donné après avis de la commission départementale compétente en matière de nature, de paysages et de sites et de la chambre d'agriculture, soit, jusqu'au 31 décembre 2016, lorsque le périmètre d'un schéma de cohérence territoriale incluant la commune a été arrêté, avec l'accord de l'établissement public prévu à l'article L. 122-4. La dérogation ne peut être refusée que si les inconvénients éventuels de l'urbanisation envisagée pour les communes voisines, pour l'environnement ou pour les activités agricoles sont excessifs au regard de l'intérêt que représente pour la commune la modification ou la révision du plan. Lorsque le préfet statue sur une demande de dérogation aux dispositions du deuxième (1) alinéa du présent article, il vérifie en particulier que le projet d'équipement commercial envisagé ne risque pas de porter atteinte aux équilibres d'un schéma de cohérence territoriale dont le périmètre est limitrophe de la commune d'implantation du fait des flux de déplacements de personnes et de marchandises qu'il suscite.

### Un exemple de réalisation du SCOT: dans l'ex-région Midi-Pyrénées
Dans l'ex-région Midi-Pyrénées, une accélération de la dynamique d’urbanisation et de métropolisation est constatée depuis ces 20 dernières années. Afin de maîtriser leur développement et remédier à ces tendances, un certain nombre de territoires se sont engagés dans l’élaboration d’un SCOT. Ainsi, au 1er juillet 2010, 18 SCOT sont recensés, à des stades d’avancement divers. Ils représentent environ 68 % de la population régionale. Toutefois, la majeure partie du territoire n’est pas aujourd’hui couverte par un SCOT ; le législateur a alors souhaité inciter toutes les communes à entrer dans un SCOT.
Les objectifs du SCOT de la grande agglomération toulousaine sont, principalement, de permettre l’accueil, d’ici à 2030, de 300 000 habitants supplémentaires, dans de bonnes conditions de logement et d’accès aux emplois ; de réduire de moitié le rythme de transformation des espaces agricoles et naturels en espaces urbanisés ; d’augmenter la part de la population desservie par des transports collectifs performants ; de maintenir les capacités du territoire de la Grande agglomération toulousaine à accueillir et développer ses fonctions économiques et tertiaires de rang métropolitain.
Les projections affichées, qui ne sont ni des prédictions ni des objectifs à atteindre, résultent d'une part de l’analyse du contexte toulousain sur les années précédentes et d'autre part, d’objectifs politiques affichés en matière d’aménagement du territoire.
En ce qui concerne la planification, l’enjeu réside d’abord dans les principes de répartition de la croissance dans l’espace et dans la maîtrise dans le temps de ses effets, notamment sur l’environnement (en prévoyant une réduction des impacts). La mise en place d’un outil de veille permettra d’apprécier cette situation.

## Liste de SCOT
Au 1er janvier 2019, 470 SCoT couvraient 94 % de la population française et 86 % du territoire national, départements d’outre-mer compris dont 135 SCoT en révision, 194 SCoT approuvés et 141 SCoT dont l’élaboration est engagée.
La fédération nationale des SCoT propose une liste (non exhaustive) de SCoT en élaboration, approuvés ou en révision sur son site web, classées par région (pour les SCoT à cheval sur plusieurs région, seul la région indiquée sur le site de la fédération nationale des SCoT est prise en compte) :

### France métropolitaine

#### Auvergne-Rhône-Alpes
| Nom                                                           | Établissement public porteur                                                    |
| ------------------------------------------------------------- | ------------------------------------------------------------------------------- |
| SCoT de l'agglomération lyonnaise                             | SEPAL                                                                           |
| SCoT de l'Agglomération de Moulins                            | Moulins Communauté                                                              |
| SCoT de l'agglomération de Vichy Val d'Allier                 | Vichy Communauté                                                                |
| SCoT Ardèche Méridionale                                      | Syndicat mixte Pays Ardèche Méridionale                                         |
| SCoT Arlysère                                                 | Communauté d'agglomération Arlysère                                             |
| SCoT Avant Pays Savoyard                                      | Syndicat mixte de l'Avant Pays Savoyard                                         |
| SCoT du Bassin d'Aurillac, du Carladès et de la Chataîgneraie | Syndicat mixte du SCoT du Bassin d'Aurillac, du Carladès et de la Chataîgneraie |
| SCoT du Bassin Annécien                                       | Syndicat mixte du SCoT du Bassin Annécien                                       |
| SCoT du Beaujolais                                            | Syndicat mixte du Beaujolais                                                    |
| SCoT Bresse - Val-de-Saône                                    | Syndicat mixte du SCoT Bresse - Val-de-Saône                                    |
| SCoT du Bugey                                                 | Communauté de communes Bugey Sud                                                |
| SCoT du Haut-Bugey                                            | Haut-Bugey Agglomération                                                        |
| SCoT BUCOPA                                                   | Syndicat mixte BUCOPA                                                           |
| SCoT de la Boucle du Rhône en Dauphiné                        | Syndicat mixte du SCoT de la Boucle du Rhône en Dauphiné                        |
| SCoT Centre Ardèche                                           | Syndicat mixte Centre Ardèche                                                   |
| SCoT du Chablais                                              | SIAC                                                                            |
| SCoT Cœur de Faucigny                                         | Syndicat mixte du SCoT Cœur du Faucigny                                         |
| SCoT de la Communautés de communes Usses et Rhône             | Communauté de communes Usses et Rhône                                           |
| SCoT de la Dombes                                             | Communauté de communes de la Dombes                                             |
| SCoT Est Cantal                                               | Syndicat des territoires de l'Est Cantal                                        |
| SCoT Fier-Aravis                                              | Communauté de communes des Vallées de Thônes                                    |
| SCoT du Genevois Français                                     | Pôle métropolitain du Genevois français                                         |
| SCoT du Grand Clermont                                        | Grand Clermont                                                                  |
| SCoT Grand Bourg Agglomération                                | Communauté d'agglomération du Bassin de Bourg-en-Bresse                         |
| SCoT Grand Rovaltain                                          | Syndicat mixte SCoT Rovaltain Drôme Ardèche                                     |
| SCoT de la Grande Région de Grenoble (GReG)                   | Etablissement public de la Grande Région de Grenoble                            |
| SCoT Haut Cantal Dordogne                                     | Syndicat mixte du SCoT Haut-Cantal Dordogne                                     |
| SCoT Jeune Loire                                              | Pays de la Jeune Loire                                                          |
| SCoT du Livradois Forez                                       | Syndicat mixte du Parc naturel régional Livradois-Forez                         |
| SCoT Métropole Savoie                                         | Métropole Savoie                                                                |
| SCoT Mont-Blanc Arve Giffre                                   | Syndicat mixte du SCoT Mont-Blanc Arve Giffre                                   |
| SCoT des Monts du Lyonnais                                    | Communauté de communes des Monts du Lyonnais                                    |
| SCoT Nord-Isère                                               | Syndicat mixte du SCoT Nord-Isère                                               |
| SCoT de l'Ouest Lyonnais                                      | Syndicat mixte de l'Ouest Lyonnais                                              |
| SCoT du Pays des Combrailles                                  | Syndicat mixte pour l'aménagement et le développement des Combrailles           |
| SCoT du Pays d'Issoire Val d'Allier Sud                       | Agglo Pays d'Issoire                                                            |
| SCoT Pays de Lapalisse                                        | Communauté de communes du Pays de Lapalisse                                     |
| SCoT du Pays de Maurienne                                     | Syndicat mixte du Pays de Maurienne                                             |
| SCoT du Pays de la Vallée de Montluçon et du Cher             | PETR du pays de la vallée de Montluçon et du Cher                               |
| SCoT du Pays de Velay                                         | Pays du Velay                                                                   |
| SCoT Rhône Provence Baronnies                                 | Syndicat mixte du SCoT Rhône Provence Baronnies                                 |
| SCoT des Rives du Rhône                                       | Syndicat mixte du SCoT des Rives du Rhône                                       |
| SCoT Roannais                                                 | Syndicat mixte du SCoT du Roannais                                              |
| SCoT Saint-Pourçain Sioule Limagne                            | Communauté de communes Saint-Pourçain Sioule Limagne                            |
| SCoT Sud-Loire                                                | Syndicat mixte du SCoT Sud Loire                                                |
| SCoT de la Tarentaise Vanoise                                 | Assemblée du Pays Tarentaise Vanoise                                            |
| SCoT du Val de Saône-Dombes                                   | Syndicat mixte Val de Saône - Dombes                                            |
| SCoT de la Vallée de la Drôme Aval                            | Syndicat mixte du SCoT de la Vallée de la Drôme-Aval                            |

#### Bourgogne-Franche-Comté
- Besançon : SCoT de l'agglomération bisontine

#### Bretagne
- Brest : SCoT du Pays de Brest
- Guingamp : SCoT du Pays de Guingamp
- Lorient : SCoT du Pays de Lorient
- Quimper : Scot de l'Odet
- Pays de Quimperlé
- Rennes : SCoT du Pays de Rennes
- Saint-Brieuc : SCoT du Pays de Saint-Brieuc
- Vannes : SCoT Golfe du Morbihan - Vannes agglomération
- Vitré : SCoT du Pays de Vitré
- SCoT de Dinan Agglomération
- SCoT du Léon
- SCoT Ouest Cornouaille
- SCoT du Pays de Pontivy
- SCoT Roi Morvan Communauté
- SCoT du Trégor

#### Centre-Val de Loire
- Amboise : SCoT des Communautés de l'Amboisie, du Blérois et du Castelrenaudais (ABC)
- Blois : SCoT du Blaisois
- Bourges : SCoT de l'Agglomération Berruyère
- Chartres : SCoT de l’agglomération Chartraine
- Châteauroux : SCoT du Pays Castelroussin Val de l'Indre
- Dreux : SCoT du Drouais
- Issoudun : SCoT du Pays d'Issoudun
- Langeais : SCoT du Nord-Ouest de la Touraine
- Loches : SCoT Loches Développement
- Orléans : SCoT d'Orléans Métropole
- Pithiviers : SCoT du Pays Beauce Gatinais en Pithiverais
- Tours : SCoT de l'Agglomération Tourangelle
- Vendôme : SCoT Territoires du Grand Vendômois

#### Corse
| Nom                            | Établissement public porteur                 |
| ------------------------------ | -------------------------------------------- |
| SCoT AEC du Sud-Corse          | Communauté de communes du Sud Corse          |
| SCoT du Bassin de vie Ajaccien | Communauté d'agglomération du Pays ajaccien  |
| SCoT de la Costa Verde         | Communauté de communes de la Costa Verde     |
| SCoT Fium'Orbu Castellu        | Communauté de communes de Fium'orbu Castellu |
| SCoT du Pays de Balagne        | PETR Pays de Balagne                         |

#### Grand Est
- SCoT Nord Ardennes (Charleville-Mézières)
- SCoT Colmar Rhin Vosges
- SCoT de l’Alsace du Nord (SCoTAN) (Haguenau)
- SCoT de l'Agglomération Messine (SCoTAM)
- SCoT de la Région Mulhousienne
- SCoT Nancy Sud Lorraine
- SCoT de la région de Saverne
- SCoT de la Région de Strasbourg (SCoTERS)
- SCoT Bruche-Mossig
- SCoT de la Bande Rhénane Nord
- SCoT Montagne Vignoble et Ried
- SCoT du Pays de Saint-Louis et des Trois Frontières
- SCoT du Piémont des Vosges
- SCoT Rhin-Vignoble-Grand Ballon
- SCoT de Sélestat et sa région
- SCoT du Sundgau
- SCoT Thur Doller
- Troyes : SCoT de la Région Troyenne
- SCoT des Vosges Centrales (Épinal

#### Hauts-de-France
- Amiens : SCoT du Grand Amienois
- Arras : SCoT de l'Artois
- Avesnes-sur-Helpe : SCoT Sambre Avesnois
- Cambrai : SCoT du Cambrésis
- Douai : SCoT du Grand Douaisis
- Lens : SCoT Lens-Liévin-Hénin-Carvin
- Lille : SCoT de Lille Métropole
- Valenciennes : SCoT du Valenciennois

#### Île de France
| Nom                                       | Établissement public porteur                                   |
| ----------------------------------------- | -------------------------------------------------------------- |
| SCoT du Bassin de Vie de Coulommiers      | Communauté d'agglomération Coulommiers Pays de Brie            |
| SCoT de la Boucle de la Seine             | Communauté d'agglomération Saint Germain Boucles de Seine      |
| SCoT de Cergy-Pontoise                    | Communauté d'agglomération de Cergy-Pontoise                   |
| SCoT Entre Juine et Renarde               | Communauté de communes entre Juine et Renarde                  |
| SCoT Etampois Sud Essonne                 | Communauté d'agglomération Étampois Sud Essonne                |
| SCoT de Fontainebleau et sa Région        | Communauté d'agglomération du Pays de Fontainebleau            |
| SCoT du Grand Paris                       | Métropole du Grand Paris                                       |
| SCoT Grand Paris Sud Seine-Essonne-Sénart | Communauté d'agglomération Grand Paris Sud                     |
| SCoT du Grand Provinois                   | Syndicat Mixte d'études et de programmation du Grand Provinois |
| SCoT Marne et Gondoire                    | Communauté d'agglomération Marne et Gondoire                   |
| SCoT Marne-Ourcq                          | Communauté de communes du Pays de l'Ourcq                      |
| SCoT Nemours Gâtinais                     | Syndicat mixte d'études et de programmation Nemours Gâtinais   |
| SCoT de l'Ouest Plaine de France          | Communauté d'agglomération Plaine Vallée                       |
| SCoT du Pays de Limours                   | Communauté de communes du Pays de Limours                      |
| SCoT de Roissy Pays de France             | Communauté d'agglomération Roissy Pays de France               |
| SCoT de la Région Melunaise               | Communauté d'agglomération Melun Val de Seine                  |
| SCoT Seine Mauldre                        | Communauté de communes Gally-Mauldre                           |
| SCoT Seine et Loing                       | Syndicat mixte d'études et de programmation Seine et Loing     |
| SCoT Sud Yvelines                         | Rambouillet Territoires                                        |
| SCoT du Val d'Essonne                     | Communauté de communes du Val d'Essonne                        |

#### Normandie
- SCoT Bessin
- SCoT Caen Métropole
- SCoT du Pays du Cotentin
- SCoT du Pays de la Baie du Mont-Saint-Michel
- SCoT Centre Manche Ouest
- SCoT du Pays Saint-Lois
- SCoT du Pré-Bocage
- SCoT du Bocage
- SCoT du Pays d'Argentan, d'Auge et d'Ouche
- SCoT de la Communauté urbaine d'Alençon
- Rouen-Elbeuf

#### Nouvelle-Aquitaine
- Angoulême : SCoT de l'Angoumois
- Bayonne : SCoT de l'Agglomération de Bayonne et du sud des Landes (SCoT Pays Basque et du Seignanx)
- Bordeaux : SCoT de l'aire métropolitaine bordelaise
- Brive-la-Gaillarde : SCoT de Sud Corrèze
- Limoges : SCoT de l'agglomération de Limoges
- Poitiers, Châtellerault : SCoT du Seuil du Poitou
- La Rochelle : SCoT La Rochelle Aunis
- Sud-Vienne : SCoT du Sud-Vienne
- Tulle : SCoT de Tulle Agglo

#### Occitanie
- Argelès-sur-Mer : SCoT Littoral Sud
- Béziers : SCoT du Biterrois
- Carcassonne : SCoT du Carcassonnais
- Lézignan-Corbières : SCoT de la Région Lézignanaise
- Mauguio : SCoT du Pays de l'Or
- Montauban : SCoT de l'Agglomération de Montauban
- Narbonne : SCoT de la Narbonnaise
- Nîmes : SCoT Sud Gard
- Perpignan : SCoT Plaine du Roussillon
- Saint-Mathieu-de-Tréviers
- Sète : SCoT du Bassin de Thau
- Toulouse : SCoT de l'Agglomération Toulousaine
- SCoT Pays Sud Toulousain
- SCoT du Nord Toulousain
- Uzès
- Vallée de l'Ariège

#### Pays de la Loire
- Angers : SCoT du Pays Loire Angers
- Nantes-Sud
- Nantes-Saint-Nazaire

#### Provence-Alpes-Côte d'Azur
- Avignon : SCoT du Bassin de vie d'Avignon
- Cannes, Grasse : SCoT'Ouest des  Alpes Maritimes
- Gap : SCoT de l'Aire Gapençaise
- Toulon
- Durance-Luberon-Verdon Agglomération

### Départements et régions d'Outre-Mer
| Nom                                                                | Département ou collectivité territoriale unique | Établissement public porteur                                |
| ------------------------------------------------------------------ | ----------------------------------------------- | ----------------------------------------------------------- |
| SCoT du Nord Grande Terre                                          | Guadeloupe                                      | Communauté d'agglomération du Nord Grande Terre             |
| SCoT de Cap Excellence                                             | Guadeloupe                                      | Communauté d'agglomération Cap Excellence                   |
| SCoT CA La Riviera du Levant                                       | Guadeloupe                                      | Communauté d'agglomération La Riviéra du Levant             |
| SCoT de CAP Nord Martinique                                        | Martinique                                      | Communauté d'agglomération du Pays Nord Martinique          |
| SCoT Centre de la Martinique                                       | Martinique                                      | Communauté d'agglomération du Centre de la Martinique       |
| SCoT de la Communauté d'Agglomération de l'Espace Sud Martinique   | Martinique                                      | Communauté d'agglomération de l'espace sud de la Martinique |
| SCoT Centre Littoral de Guyane                                     | Guyane                                          | Communauté d'agglomération du Centre Littoral               |
| SCoT de la Communauté de Communes de Savanes                       | Guyane                                          | Communauté de communes des Savanes                          |
| SCoT de la Communauté Intercommunale du Nord de la Réunion (CINOR) | La Réunion                                      | Communauté intercommunale du Nord de La Réunion             |
| SCoT de l'Ouest de la Réunion                                      | La Réunion                                      | Territoire de la Côte Ouest                                 |
| SCoT Grand Sud / Réunion                                           | La Réunion                                      | Syndicat mixte du SCoT du Grand Sud                         |
| SCoT Est Réunion                                                   | La Réunion                                      | Communauté intercommunale Réunion Est                       |